# یواس‌سی و جی‌اس یوکان (۱۸۹۸)
یواس‌سی و جی‌اس یوکان (۱۸۹۸) (به انگلیسی: USC&GS Yukon (1898)) یک کشتی است که طول آن ۷۵ فوت (۲۳ متر) می‌باشد. این کشتی در سال ۱۸۹۸ ساخته شد.